# Torneo femenino de fútbol en los Juegos Panamericanos de 2011
El Torneo de fútbol femenino en los Juegos Panamericanos de Guadalajara 2011 se disputó entre el  18 y el 27 de octubre de 2011.
En comparación con el fútbol en Río de Janeiro 2007 se reducirá la cantidad de 10 a 8 selecciones participantes.
Participaron en el torneo los 4 primeros del Campeonato Sudamericano Femenino de 2010 y los 3 del Premundial Femenino Concacaf de 2010. El equipo campeón fue la selección de Canadá.

## Sede
| México            |
| Guadalajara       |
| Jalisco           |
| ----------------- |
| Estadio Omnilife  |
| Capacidad: 46,232 |
|                   |

## Equipos participantes
| Conmebol | Concacaf |

| Equipos participantes | Equipos participantes | Equipos participantes | Equipos participantes |
| --------------------- | --------------------- | --------------------- | --------------------- |
| Argentina             | Chile                 | Canadá                | México                |
| Brasil                | Colombia              | Costa Rica            | Trinidad y Tobago     |

## Resultados

### Primera fase

#### Grupo A
| Equipo            | Pts | PJ | PG | PE | PP | GF | GC |
| ----------------- | --- | -- | -- | -- | -- | -- | -- |
| Colombia          | 6   | 3  | 2  | 0  | 1  | 2  | 1  |
| México            | 5   | 3  | 1  | 2  | 0  | 2  | 1  |
| Chile             | 4   | 3  | 1  | 1  | 1  | 3  | 1  |
| Trinidad y Tobago | 1   | 3  | 0  | 1  | 2  | 1  | 4  |

| 18 de octubre de 2011, 14:00 | Colombia    | 1:0 (1:0) | Trinidad y Tobago | Estadio Omnilife, Guadalajara                                                  |                                                                                |
|                              | Andrade 29' | Reporte   |                   | Asistencia: 3,548 espectadores Árbitro(s): Jessica Salomé Di Iorio (Argentina) | Asistencia: 3,548 espectadores Árbitro(s): Jessica Salomé Di Iorio (Argentina) |

| 18 de octubre de 2011, 21:00 | México | 0:0     | Chile | Estadio Omnilife, Guadalajara                                                |                                                                              |
|                              |        | Reporte |       | Asistencia: 9,235 espectadores Árbitro(s): Theresa Dianne Ferreiras (Guyana) | Asistencia: 9,235 espectadores Árbitro(s): Theresa Dianne Ferreiras (Guyana) |

| 20 de octubre de 2011, 13:00 | Chile | 0:1 (0:1) | Colombia     | Estadio Omnilife, Guadalajara                                      |                                                                    |
|                              |       | Reporte   | Y. Rincón 3' | Asistencia: 4,204 espectadores Árbitro(s): Lucila Venegas (México) | Asistencia: 4,204 espectadores Árbitro(s): Lucila Venegas (México) |

| 20 de octubre de 2011, 20:00 | México               | 1:1 (1:1) | Trinidad y Tobago | Estadio Omnilife, Guadalajara                                     |                                                                   |
|                              | Domínguez 42' (pen.) | Reporte   | Attin-Johnson 21' | Asistencia: 9,168 espectadores Árbitro(s): Irasema Aguilar (Cuba) | Asistencia: 9,168 espectadores Árbitro(s): Irasema Aguilar (Cuba) |

| 22 de octubre de 2011, 10:00 | Trinidad y Tobago | 0:3 (0:2) | Chile                    | Estadio Omnilife, Guadalajara                                                  |                                                                                |
|                              |                   | Reporte   | Lara 19' 42' · Rojas 68' | Asistencia: 5,900 espectadores Árbitro(s): Jessica Salome Di Iorio (Argentina) | Asistencia: 5,900 espectadores Árbitro(s): Jessica Salome Di Iorio (Argentina) |

| 22 de octubre de 2011, 17:00 | México      | 1:0 (1:0) | Colombia | Estadio Omnilife, Guadalajara                                               |                                                                             |
|                              | R. Pérez 2' | Reporte   |          | Asistencia: 13,833 espectadores Árbitro(s): Yesli Sarai Rivas (El Salvador) | Asistencia: 13,833 espectadores Árbitro(s): Yesli Sarai Rivas (El Salvador) |

#### Grupo B
| Equipo     | Pts | PJ | PG | PE | PP | GF | GC | DIF |
| ---------- | --- | -- | -- | -- | -- | -- | -- | --- |
| Brasil     | 7   | 3  | 2  | 1  | 0  | 4  | 1  | 3   |
| Canadá     | 7   | 3  | 2  | 1  | 0  | 4  | 1  | 3   |
| Costa Rica | 1   | 3  | 0  | 1  | 2  | 5  | 8  | -3  |
| Argentina  | 1   | 3  | 0  | 1  | 2  | 3  | 6  | -3  |

| 18 de octubre de 2011, 11:00 | Canadá                                      | 3:1 (1:1) | Costa Rica      | Estadio Omnilife, Guadalajara                                                 |                                                                               |
|                              | Julien 29' · Sinclair 52' · Pietrangelo 82' | Reporte   | Cruz 28' (pen.) | Asistencia: 3,380 espectadores Árbitro(s): Shane De Silva (Trinidad y Tobago) | Asistencia: 3,380 espectadores Árbitro(s): Shane De Silva (Trinidad y Tobago) |

| 18 de octubre de 2011, 17:00 | Argentina | 0:2 (0:2) | Brasil                   | Estadio Omnilife, Guadalajara                                      |                                                                    |
|                              |           | Reporte   | Guedes 27' · Batista 37' | Asistencia: 5,967 espectadores Árbitro(s): Lucila Venegas (México) | Asistencia: 5,967 espectadores Árbitro(s): Lucila Venegas (México) |

| 20 de octubre de 2011, 10:00 | Canadá     | 1:0 (0:0) | Argentina | Estadio Omnilife, Guadalajara                                        |                                                                      |
|                              | Julien 48' | Reporte   |           | Asistencia: 4,204 espectadores Árbitro(s): Yesli Rivas (El Salvador) | Asistencia: 4,204 espectadores Árbitro(s): Yesli Rivas (El Salvador) |

| 20 de octubre de 2011, 17:00 | Brasil                       | 2:1 (0:0) | Costa Rica | Estadio Omnilife, Guadalajara                                                |                                                                              |
|                              | De Oliveira 60' · Guedes 62' | Reporte   | Cruz 90+5' | Asistencia: 6,837 espectadores Árbitro(s): Theresa Dianne Ferreiras (Guyana) | Asistencia: 6,837 espectadores Árbitro(s): Theresa Dianne Ferreiras (Guyana) |

| 22 de octubre de 2011, 13:00 | Costa Rica                               | 3:3 (0:3) | Argentina                                    | Estadio Omnilife, Guadalajara                                                 |                                                                               |
|                              | Salas 67' · Rodríguez 75' · Alvarado 82' | Reporte   | Pereyra 5' · Vallejos 8' · Ugalde 16' (a.g.) | Asistencia: 6,417 espectadores Árbitro(s): Shane De Silva (Trinidad y Tobago) | Asistencia: 6,417 espectadores Árbitro(s): Shane De Silva (Trinidad y Tobago) |

| 22 de octubre de 2011, 20:00 | Brasil | 0:0     | Canadá | Estadio Omnilife, Guadalajara                                       |                                                                     |
|                              |        | Reporte |        | Asistencia: 16,316 espectadores Árbitro(s): Irasema Aguilera (Cuba) | Asistencia: 16,316 espectadores Árbitro(s): Irasema Aguilera (Cuba) |

### Segunda fase
|  | Semifinales                | Semifinales                |       |                            | Final                      | Final |  |
|  |                            |                            |       |                            |                            |       |  |
|  |                            |                            |       |                            |                            |       |  |
|  | Guadalajara, 25 de octubre |                            |       |                            |                            |       |  |
|  | Brasil                     | 1                          |       |                            |                            |       |  |
|  | México                     | 0                          |       |                            |                            |       |  |
|  |                            |                            |       |                            |                            |       |  |
|  |                            |                            |       |                            | Guadalajara, 27 de octubre |       |  |
|  |                            |                            |       |                            | Brasil                     | 1 (3) |  |
|  |                            | Canadá (p)                 | 1 (4) |                            |                            |       |  |
|  |                            |                            |       |                            |                            |       |  |
|  |                            |                            |       |                            |                            |       |  |
|  |                            |                            |       |                            | Tercer lugar               |       |  |
|  | Guadalajara, 25 de octubre | Guadalajara, 25 de octubre |       | Guadalajara, 27 de octubre | Guadalajara, 27 de octubre |       |  |
|  | Colombia                   | 1                          |       | México (t.s.)              | 1                          |       |  |
|  | Canadá                     | 2                          |       |                            | Colombia                   | 0     |  |

#### Semifinales
| 25 de octubre de 2011, 17:00 | Brasil      | 1:0 (0:0) | México | Estadio Omnilife, Guadalajara                                       |                                                                     |
|                              | Maurine 79' | Reporte   |        | Asistencia: 19,770 espectadores Árbitro(s): Irasema Aguilera (Cuba) | Asistencia: 19,770 espectadores Árbitro(s): Irasema Aguilera (Cuba) |

| 25 de octubre de 2011, 20:00 | Colombia | 1:2 (0:0) | Canadá               | Estadio Omnilife, Guadalajara                                                   |                                                                                 |
|                              | Usme 83' | Reporte   | Kyle 48' · Gayle 88' | Asistencia: 20,966 espectadores Árbitro(s): Jessica Salomé Di Iorio (Argentina) | Asistencia: 20,966 espectadores Árbitro(s): Jessica Salomé Di Iorio (Argentina) |

#### Partido por la medalla de bronce
| 27 de octubre de 2011, 15:00 | México    | 1:0 (0:0, 0:0) (t. s.) | Colombia | Estadio Omnilife, Guadalajara                                               |                                                                             |
|                              | Ruiz 100' | Reporte                |          | Asistencia: 31,408 espectadores Árbitro(s): Yesli Sarai Rivas (El Salvador) | Asistencia: 31,408 espectadores Árbitro(s): Yesli Sarai Rivas (El Salvador) |

#### Final
| 27 de octubre de 2011, 18:00 | Brasil         | 1:1 (1:1, 1:0) (t. s.) | Canadá       | Estadio Omnilife, Guadalajara                                                 |                                                                               |
|                              | De Oliveira 4' | Reporte                | Sinclair 87' | Asistencia: 33,614 espectadores Árbitro(s): Theresa Dianne Ferreiras (Guyana) | Asistencia: 33,614 espectadores Árbitro(s): Theresa Dianne Ferreiras (Guyana) |

| Tiros desde el punto penal |                  |     |                  |                |
| Matheson                   | Acierto de penal | 1:1 | Acierto de penal | Francielle     |
| Sinclair                   | Acierto de penal | 2:2 | Acierto de penal | Maurine        |
| Booth                      | Acierto de penal | 3:2 | Fallo de penal   | Grazielle      |
| Schmidt                    | Acierto de penal | 4:3 | Acierto de penal | Ketlen Wiggers |
| Chapman                    | Fallo de penal   | 4:3 | Fallo de penal   | De Oliveira    |

| Bandera de Canadá      |
| Campeón Canadá         |
| 1° título Panamericano |

## Pódio
| Evento                    | Oro          | Plata        | Bronce       |
| ------------------------- | ------------ | ------------ | ------------ |
| Torneo femenino de fútbol | Canadá (CAN) | Brasil (BRA) | México (MEX) |